# 2009 في البرازيل
فيما يلي قوائم الأحداث التي وقعت خلال عام 2009 في البرازيل.

## رياضة
- 1 يناير – الدوري البرازيلي لكرة القدم 2009
- 1 أكتوبر – جائزة البرازيل الكبرى 2009 الفائز مارك ويبر.

## أفلام
من الأفلام التي صدرت هذه السنة في البرازيل:
- 1 يناير – العمى من إخراج فرناندو ميريليس.

## وفيات

### يوليو
- 24 يوليو – خوسيه كارلوس دا كوستا أراوخو (مواليد 1962) لاعب كرة قدم برازيلي.
- 25 يوليو – زيكينيا (مواليد 1934) لاعب كرة قدم برازيلي.

### أغسطس
- 17 أغسطس – غيلدو رودريغز (مواليد 1939) لاعب ومدرب كرة قدم برازيلي.